# Eberhard Schmidt (Produzent)
Eberhard Robert Schmidt bzw. Eberhard Schmidt von Bandel (* 20. Januar 1908 in Essen; † 19. Dezember 1979 in Düsseldorf) war ein deutscher Filmproduktionsleiter (bis 1945), Kabarett-Gründer und späterer Textilkaufmann. Bekannt ist er nicht zuletzt durch ein vorgetäuschtes UFA-Filmprojekt, mit dem er 1945 etwa 60 Personen ermöglichte, das Kriegsende im relativ sicheren Zillertal zu überstehen.

## Leben und Wirken
Schmidt entstammte einer prominenten Essener Familie: Seine Eltern waren der Essener Stadtbaurat und Verbandsdirektor des Siedlungsverbandes Ruhrkohlenbezirk Robert Schmidt sowie dessen Ehefrau Elisabeth „Lilli“ geb. von Bandel, eine Großnichte des Erbauers des Hermanns-Denkmals Ernst von Bandel (1800–1876). Sein Schwager wurde später der Abwasserpionier und Geschäftsführer des Ruhrverbands Karl Imhoff.
Eberhard Schmidt erhielt eine kaufmännische Ausbildung. Zu einem USA-Aufenthalt als „Handlungsgehilfe“ hatte er am 6. September 1930 von Bremen mit der Columbus 2 nach New York City übergesetzt. Zurück in Deutschland wurde er am 20. November 1932 zum Direktor der Produktionsfirma Pallas-Film berufen und wirkte ab Ende 1934 als Produktionsleiter für diverse Firmen, nebenbei betrieb er in Berlin zudem eine Textilhandelsfirma.
1942 betraute ihn die UFA mit dem umfassendsten und ambitioniertesten Filmprojekt des Dritten Reichs, dem prachtvollen Ausstattungsfilm Münchhausen. Für das Drehbuch zu dieser anlässlich des 25-jährigen Bestehens der UFA in Auftrag gegebenen Großproduktion gewann Schmidt den verfemten Schriftsteller Erich Kästner und konnte ihn, unter Umgehung von Propagandaminister Joseph Goebbels, auch beim Reichsfilmintendanten Fritz Hippler durchsetzen; allerdings musste Kästner unter Pseudonym (Dr. Berthold Bürger) schreiben.

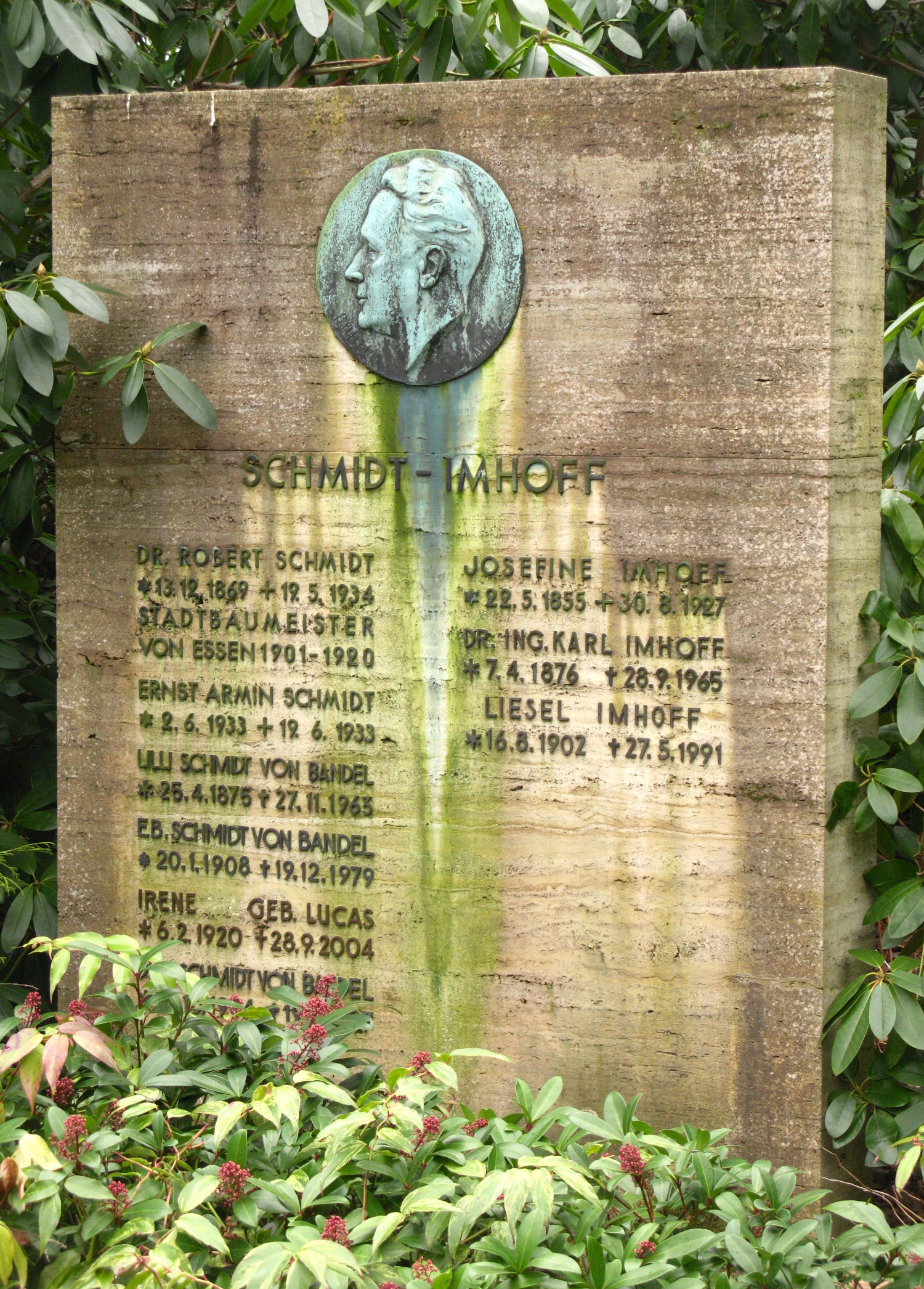
Familiengrab Schmidt-Imhoff

Im Frühjahr 1945 setzte sich Eberhard Schmidt mit seinem Filmstab, in den er kurzerhand seinen Freund Erich Kästner und dessen Freundin Luiselotte Enderle integriert hatte, und einer Reihe von Schauspielern von Berlin nach Mayrhofen in Tirol ab, um dort das Kriegsende abzuwarten. Um nicht von Wehrmacht oder SS aufgegriffen bzw. an die nahe Front versetzt zu werden, täuschte die Crew Dreharbeiten vor – das mit Kameras ohne vorhandenes Filmmaterial „gedrehte“ Werk ging als Das verlorene Gesicht in die Annalen der deutschen Filmgeschichte ein.
Nach Kriegsende gründete Eberhard Schmidt – als geschäftlicher Leiter – gemeinsam mit Rudolf Schündler und Otto Osthoff – als künstlerischen Leitern – in München im August 1945 das literarische Kabarett „Die Schaubude“. Dessen Umzug in den Theatersaal des Katholischen Gesellenhauses an der Reitmorstraße organisierte Schmidt um die Jahreswende 1945/46 mit. Überliefert ist sein Schriftverkehr vom September 1946 mit der Münchener Stadtverwaltung, um für die „Schaubude“ einen reduzierten Vergnügungssteuersatz zu erwirken. Zum Jahresende 1946 wurde er auf Grund einer Anzeige als angeblich ehemaliges NSDAP-Mitglied zunächst verhaftet, von einem US-Militärgericht Mitte Dezember 1946 jedoch freigesprochen. Da er seinen Kabarett-Mitleiter Schündler als Denunzianten verdächtigte, kam es zum Bruch: Schmidt stieg als kaufmännischer Leiter und Teilhaber aus der „Schaubude“ aus und verließ München.
1949 hatte er seinen Namen um den Geburtsnamen seiner Mutter erweitert und nunmehr als Eberhard Schmidt von Bandel jene Textilhandelsfirma, die er bereits in Berlin parallel zu seiner UFA-Tätigkeit betrieben hatte, nach Düsseldorf verlegt. Dort lebte er nachfolgend bis zu seinem Tod im Jahr 1979. Beigesetzt wurde er im gemeinsamen Grab der Familien Schmidt-Imhoff auf dem Parkfriedhof Essen.

## Filmografie
als Produktionsleiter
- 1934: Der stählerne Strahl
- 1935: Kampf der Motoren (Dokumentarfilm)
- 1935: Die Werft zum grauen Hecht
- 1935: Fährmann Maria
- 1937: Husaren, heraus
- 1938: Eine Nacht im Mai
- 1939: Mann für Mann
- 1939: Fräulein
- 1939: Ihr erstes Erlebnis
- 1940: Liebesschule
- 1940: Der Kleinstadtpoet
- 1940: Jungens
- 1941: Annelie
- 1943: Münchhausen
- 1944/50: Vier Treppen rechts
- 1945: Via Mala